# 笹谷淳
笹谷 淳（ささたに あつし、1975年3月17日 - ）は、日本のキックボクサー。東京都武蔵野市出身。身長175cm。TANG TANG FIGHT CLUB所属。サウスポー。愛称はささやん。長男がいる。
元J-NETWORKウェルター級王者

## 経歴
2002年11月MA日本キックボクシング連盟興行にて士道館・橋本道場所属にてデビュー。
2010年10月10日「J-NETWORK FORCE for the TRUTH of J FINAL」にて、判定により喜入衆（フォルティス渋谷）に勝利。J-NETWORKウェルター級王者となる。

## 獲得タイトル
J-NETWORKウェルター級王座